# 🇺🇸
🇺🇸 is een Unicode vlagsequentie emoji die gebruikt wordt als regionale indicator voor de Verenigde Staten. De meest gebruikelijke weergave is die van de vlag van de Verenigde Staten, maar op sommige platforms (waaronder Microsoft Windows) ziet men de letters US.
De vlagsequentie is opgebouwd uit de combinatie van de Regional Indicator Symbols 🇺 (U+1F1FA) en 🇸 (U+1F1F8), tezamen de ISO 3166-1 alpha-2 code US voor de Verenigde Staten vormend.
Deze emoji is in 2010 geïntroduceerd met de Unicode 6.0-standaard.

## Gebruik

De landsvlag van de Verenigde Staten

Deze emoji wordt gebruikt als regionale aanduiding van de Verenigde Staten.

## Codering

De Emoji One-implementatie

### Unicode
In Unicode vindt men de 🇺🇸 met de codesequentie U+1F1FA U+1F1F8 (hex).

### Shortcode
Er zijn shortcodes  voor 🇺🇸; in Github kan deze opgeroepen worden met :united states:,  in Slack kan het karakter worden opgeroepen met de code :flag-us:.